# Venla Hovi
Venla Hovi (Tampere, 28 ottobre 1987) è una hockeista su ghiaccio finlandese.

## Palmarès

### Olimpiadi
- Bronzo a Vancouver 2010.

### Mondiali
- Bronzo a Stati Uniti 2017.